# Szurikov Emlékház
A V. I. Szurikov Emlékház (orosz nyelven: Музей-усадьба В. И. Сурикова) Oroszországban, a szibériai Krasznojarszk központjában, Vaszilij Ivanovics Szurikov orosz festő egykori szülőházában kialakított, 1948. június 5-én megnyitott emlékmúzeum. A Krasznojarszk város tulajdonában álló intézmény a művész ifjúkori alkotásait, a későbbi évekből főként rajzait, vázlatait is őrzi.

## Története
A múzeum udvarába lépő látogató egy 19–20. század fordulóján létezett kozák portát, udvarházat lát. A múzeum központi része a családi ház, egy rönkfából emelt kétszintes épület, melyet a művész nagyapja és apja az 1830-as évek elején épített vörösfenyőből. A ház bejáratai a kertre nyílnak, csak a ház vége néz az utcára. Az épület az udvarház többi melléképületével együtt eredeti formájában maradt meg. 
A kétszintes épület a festő szülőháza. Itt nőtt fel, 20 éves korában innen indult a szentpétervári akadémiára tanulni, később többször hazalátogatott. Az alsó szinten laktak, a felső szintet egy ideig bérbeadták. Az épület a festő lányaitól került a város birtokába az 1930-as években. Az egykori Szurikov-házban a művész születésének 100. évfordulóján, 1948. június 5-én nyitották meg a múzeumot. Az 1970-es években az épületet felújították, a földszintet egy 19. századi szibériai városi háznak rendezték be.
A nagyobbik melléképületet (épületszárnyat?) az 1900-as évek elején a művész pénzéből építették és bérlőknek adták ki. Ez 1978-ban került a múzeum tulajdonában, majd a kis fürdőház és az istálló is. Végül teljesen visszaállították a Szurikov-porta eredeti kinézetét.

## A múzeum
A gyűjtemény mintegy 1300 múzeumi tárgyból áll. A látogatók megismerkedhetnek a festő életével, munkásságával és a Szurikov család életvitelével. Az emeleten a művész alkotásai láthatók, a legnagyobb szoba egy ideig műteremként is szolgált. A földszinten az egykori családi otthon szobái láthatók, korabeli berendezéssel: a 19–20. század fordulóján használt bútorok, edények, ruhák és egyéb tárgyak. 
A különböző adományok eredményeként a múzeum a világ harmadik legnagyobb Szurikov-gyűjteményének tulajdonosa lett. A festő műveinek itteni gyűjteménye nagyrészt ifjúkori alkotásaiból áll (pl. a Tutajok a Jenyiszejen, 1862). A későbbi évekből főként rajzok, vázlatok, akvarellek vannak itt, köztük a Minuszinszki album akvarellciklus. Jelentős részei a gyűjteménynek a család és a rokonok arcképei, és itt őrzik a művész leveleit, fényképeit is.